# Rozsievač
Rozsievač egy szlovák nyelven megjelenő egyházi, baptista lap volt a Magyar Királyságban, később Csehszlovákiában. Első lapszáma 1914-ben Budapesten jelent meg. Csehszlovákia megalapítása után 1919-ben szerkesztőségét Liptószentmiklósra helyezték át. A lapot 1951-ben megszüntették.